# العلاقات الأوزبكستانية المالطية
العلاقات الأوزبكستانية المالطية هي العلاقات الثنائية التي تجمع بين أوزبكستان ومالطا.

## مقارنة بين البلدين
هذه مقارنة عامة ومرجعية للدولتين:
| وجه المقارنة                                              | أوزبكستان       | مالطا                                                     |
| --------------------------------------------------------- | --------------- | --------------------------------------------------------- |
| المساحة (كم2)                                             | 448.98 ألف      | 316                                                       |
| عدد السكان (نسمة)                                         | 32.39 مليون     | 465.29 ألف                                                |
| الكثافة السكانية (ن./كم²)                                 | 72.14           | 147.24 ألف                                                |
| العاصمة                                                   | طشقند           | فاليتا                                                    |
| اللغة الرسمية                                             | اللغة الأوزبكية | اللغة المالطية، لغة إنجليزية                              |
| العملة                                                    | سوم أوزبكستاني  | يورو، ليرة مالطية                                         |
| الناتج المحلي الإجمالي (بليون دولار)                      | 48.72 مليار     | 12.54 مليار                                               |
| الناتج المحلي الإجمالي (تعادل القوة الشرائية) بليون دولار | 190.50 مليار    | 14.68 مليار                                               |
| الناتج المحلي الإجمالي الاسمي للفرد دولار أمريكي          | 2.13 ألف        | 22.60 ألف                                                 |
| الناتج المحلي الإجمالي للفرد دولار أمريكي                 | 5.57 ألف        |                                                           |
| مؤشر التنمية البشرية                                      | 0.675           | 0.839                                                     |
| رمز المكالمات الدولي                                      | +998            | +356                                                      |
| رمز الإنترنت                                              | .uz             | .mt                                                       |
| المنطقة الزمنية                                           | ت ع م+05:00     | توقيت وسط أوروبا، ت ع م+01:00، ت ع م+02:00، أوروبا/مالطا ‏ |

## منظمات دولية مشتركة
يشترك البلدان في عضوية مجموعة من المنظمات الدولية، منها:
| علم المنظمة | اسم المنظمة                               | تاريخ انضمام أوزبكستان | تاريخ انضمام مالطا |
| ----------- | ----------------------------------------- | ---------------------- | ------------------ |
|             | يونسكو                                    | 26 أكتوبر 1993         | 10 فبراير 1965     |
|             | وكالة ضمان الاستثمار متعدد الأطراف        | 4 نوفمبر 1993          | 12 سبتمبر 1990     |
|             | الأمم المتحدة                             | 2 مارس 1992            | 1 ديسمبر 1964      |
|             | الفريق المعني برصد الأرض                  | ?                      | ?                  |
|             | الاتحاد البريدي العالمي                   | ?                      | ?                  |
|             | البنك الدولي للإنشاء والتعمير             | 21 سبتمبر 1992         | 26 سبتمبر 1983     |
|             | الاتحاد الدولي للاتصالات                  | 10 يوليو 1992          | 1965               |
|             | منظمة حظر الأسلحة الكيميائية              | ?                      | ?                  |
|             | مؤسسة التمويل الدولية                     | 30 سبتمبر 1993         | 1 يونيو 2005       |
|             | المركز الدولي لتسوية المنازعات الاستشارية | 25 أغسطس 1995          | 3 ديسمبر 2003      |
|             | منظمة الشرطة الجنائية الدولية             | ?                      | ?                  |
|             | منظمة الأمن والتعاون في أوروبا            | 30 يناير 1992          | 25 يونيو 1973      |

## وصلات خارجية
- موقع وزارة الخارجية الأوزبكستانية
- موقع وزارة الخارجية المالطية